# Фоссе, Брижит
Брижит Фоссе (фр. Brigitte Fossey; род. 15 июня 1946, Туркуэн, департамент Нор, Франция) — французская актриса

 театра и кино.

## Биография
В кино впервые снялась в возрасте пяти лет («Запрещённые игры» Рене Клемана). Успех фильма в Европе был таков, что девочку представили лично королеве Великобритании Елизавете II.
В 1960—1970-е годы играла в таких фильмах, как «Прощай, друг», «Вальсирующие», «Мужчина, который любил женщин» и других.
Большую популярность актрисе принесла роль Франсуаз Берретон в первой и второй частях фильма Клода Пиното «Бум».
Играет во многих театральных и телевизионных постановках. За роль в одном из сериалов получила награду «Sept d’or» в номинации «Лучшая актриса» (1994). Также в 1977 и 1978 номинировалась на кинопремию «Сезар».
Жила в браке с актёром и продюсером Жаном-Франсуа Адамом (1938—1980). 13 октября 1968 у них родилась дочь Мари Адам, впоследствии также ставшая актрисой.

## Избранная фильмография
- 1952 — Запрещённые игры / Jeux interdits — Полетт
- 1967 — Большой Мольн / Le Grand Meaulnes — Ивонна де Гале
- 1968 — Прощай, друг / Adieu l’ami — Доминик Аустерлиц по прозвищу Ватерлоо
- 1974 — Вальсирующие / Les Valseuses
- 1975 — Добрые и злые / Le Bon et les Méchants — Доминик Бланшо
- 1976 — Покой / Calmos
- 1977 — Мужчина, который любил женщин / L’Homme qui aimait les femmes
- 1979 — Квинтет / Quintet
- 1980 — Плохой сын / Un mauvais fils
- 1980 — Бум / La Boum — Франсуаз Берретон, мать Вик
- 1982 — Бум 2 / La Boum 2 — Франсуаз Берретон
- 1982 — Энигма / Enigma — Карен Рейнхардт
- 1983 — От имени всех своих / Au nom de tous les miens
- 1983 — Молодожён / Le Jeune Marié
- 1989 — Новый кинотеатр «Парадизо» / Nuovo Cinema Paradiso
- 1990 — 36:15 Код Деда мороза 36:15 code Père Noël
- 1991 — Последняя бабочка Poslední motýl
- 1992 — Вампир в раю Un vampire au paradis
- 1992 — Долгий разговор с птицей
- 1993 — Замок олив (мини-сериал)
- 1994 — Una bambina di troppo
- 1995 — Pour lamour de Thomas
- 1995 — Женщина страстей
- 1996 — Та за которой я слежу
- 2000 — Passage interdit
- 2003 — Toujours tout droit
- 2004 — Lhomme en question
- 2006 — Grosse chaleur
- 2008 — La mort dans lile
- 2009 — Le mistere Josephine
- 2014 — До последнего (мини-сериал) / Jusqu’au dernier